# Lacul Buhăescu III
Lacul Buhăescu III este un lac glaciar. Este localizat în munții Rodnei, sub vârful Buhăescu Mare, la o altitudine de 1820 m. Face parte din rezervația naturală ˝Pietrosu Mare˝.

## Vezi și
- Lacul Buhăescu I
- Lacul Buhăescu II
- Lacul Buhăescu IV